# Vendidaïta
La vendidaïta és un mineral de la classe dels sulfats. Rep el nom de la localitat tipus, la mina La Vendida, a Xile.

## Característiques
La vendidaïta és un element químic de fórmula química Al₂(SO₄)(OH)₃Cl·6H₂O. Cristal·litza en el sistema monoclínic. Sol trobar-se en forma de cristalls aplanats de fins a 0,01 × 0,3 × 0,3 mm. La seva duresa a l'escala de Mohs és 2.

## Formació i jaciments
Va ser descoberta a la mina La Vendida, situada al districte de Sierra Gorda, dins la província d'Antofagasta (Regió d'Antofagasta, Xile), on sol trobar-se associada a altres minerals com: magnesioaubertita, caolinita, hal·loysita, eriocalcita, belloïta, aubertita i alunita.